# Американские лесные ужи
Американские лесные ужи, или зипо (лат. Chironius) — род змей из семейства ужеобразных, обитающих в Новом Свете.

## Описание
Общая длина представителей этого рода колеблется от 1 до 3 м. Голова небольшая, несколько вытянутая. Туловище тонкое, стройное. Окраска головы ярко-жёлтая, красная, оранжевая. Туловище имеет зелёный, оливковый или коричневый цвет с различными оттенками и бликами. Брюхо обычно светлее — желтоватого или кремового цвета. Своим окрасом напоминают лианы, среди которых живут, хотя встречаются даже меланисты.

## Образ жизни
Населяют тропические леса. Всю жизнь проводят на деревьях или кустарниках возле водоёмов. Хорошо плавают и лазают. Активны днём, питаются ящерицами, земноводными, мелкими птицами.

## Размножение
Это яйцекладущие змеи. Самки откладывают от 3 до 18 яиц.

## Распространение
Обитают в Центральной и Южной Америке.

## Классификация
На июль 2020 года в род включают 23 вида:
- Chironius bicarinatus (Wied-Neuwied, 1820) — Двухкилевой лесной уж
- Chironius brazili Hamdan & Fernandes, 2015
- Chironius carinatus (Linnaeus, 1758) — Древесный уж, или американский лесной уж, или зипо, или кутимбойа
- Chironius challenger Kok, 2010
- Chironius diamantina Fernandes & Hamdan, 2014
- Chironius exoletus (Linnaeus, 1758)
- Chironius flavolineatus Jan, 1863 — Желтополосый лесной уж
- Chironius flavopictus (Werner, 1909) — Желтораскрашенный лесной уж
- Chironius foveatus Bailey, 1955 — Ямчатый лесной уж
- Chironius fuscus (Linnaeus, 1758) — Бурый американский лесной уж
- Chironius gouveai Entiauspe-Neto et al., 2020
- Chironius grandisquamis (Peters, 1869) — Крупночешуйный лесной уж
- Chironius laevicollis (Wied-Neuwied, 1824) — Гладкошеий лесной уж
- Chironius laurenti Dixon, Wiest & Cei, 1993
- Chironius leucometapus Dixon, Wiest & Cei, 1993
- Chironius maculoventris Dixon, Wiest & Cei, 1993
- Chironius monticola Roze, 1952 — Горный лесной уж
- Chironius multiventris Schmidt & Walker, 1943
- Chironius quadricarinatus (Boie, 1827) — Четырёхкилевой лесной уж
- Chironius scurrulus (Wagler, 1824)
- Chironius septentrionalis Dixon, Wiest & Cei, 1993
- Chironius spixii (Hallowell, 1845)
- Chironius vincenti (Boulenger, 1891)

## Галерея

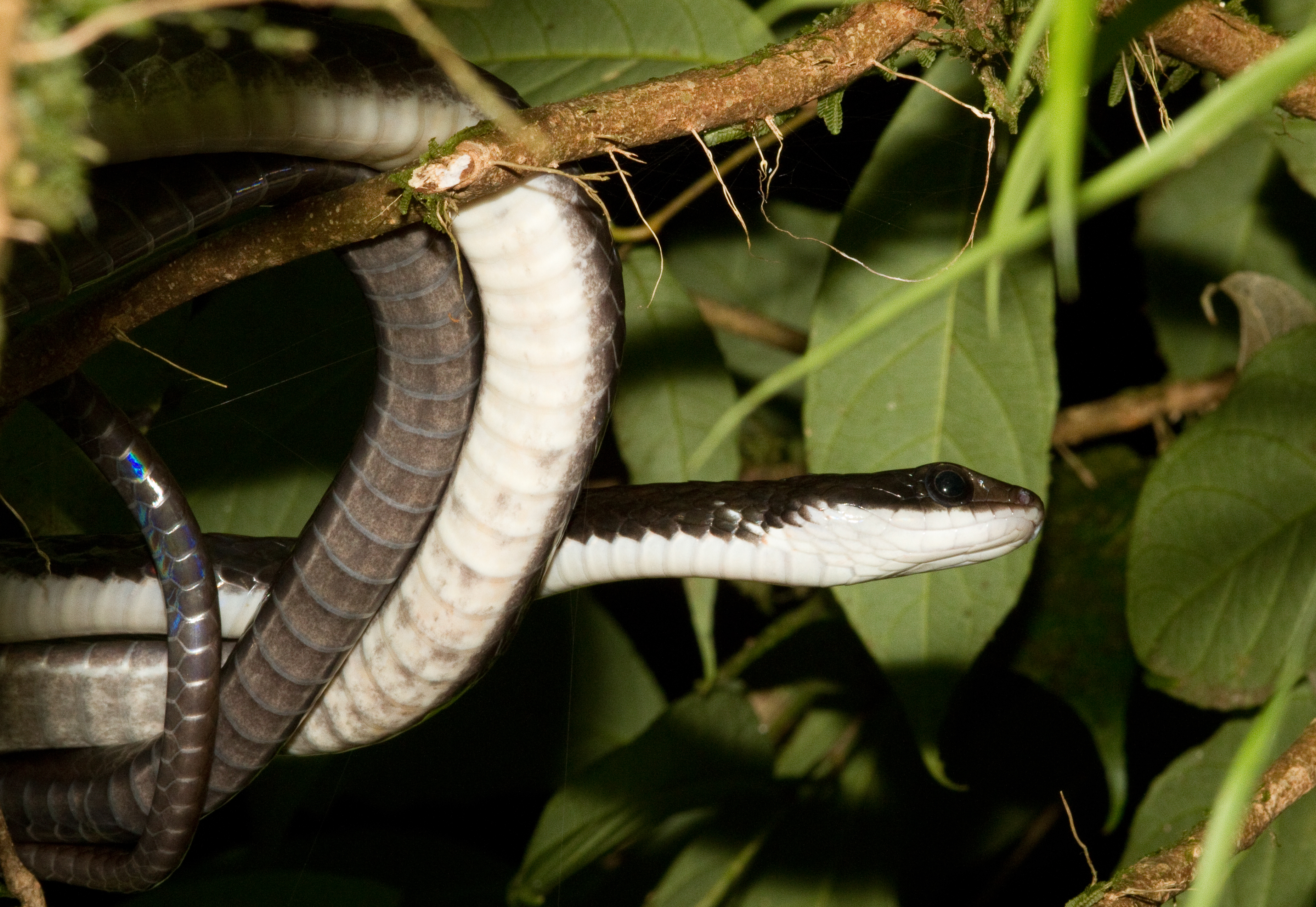
Крупночешуйный лесной уж
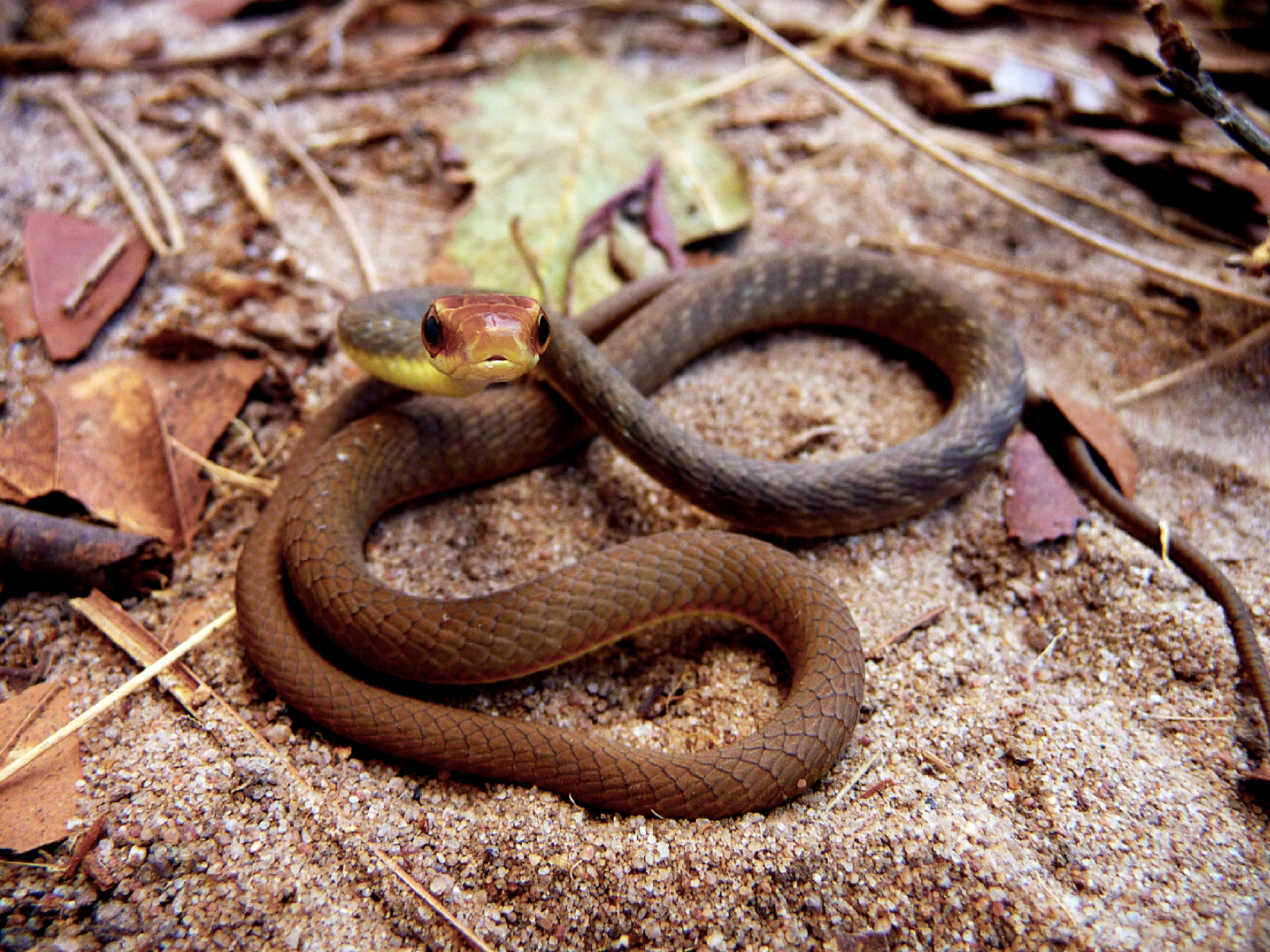
Четырёхкилевой лесной уж
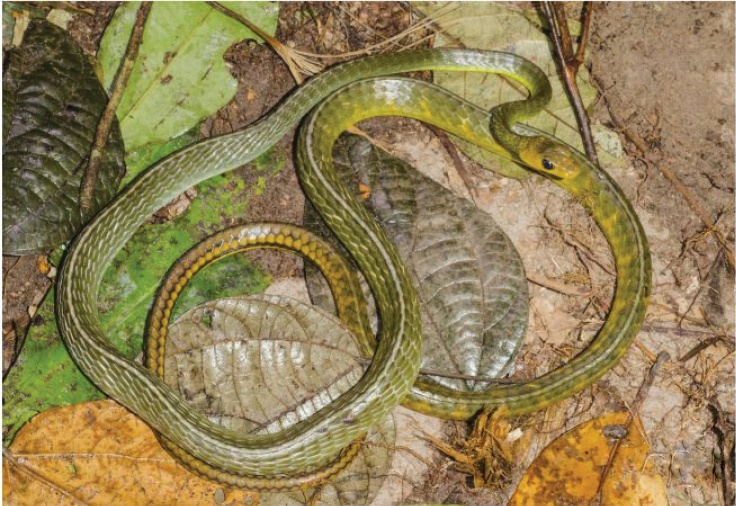
Hydrodynastes poecilogyrus
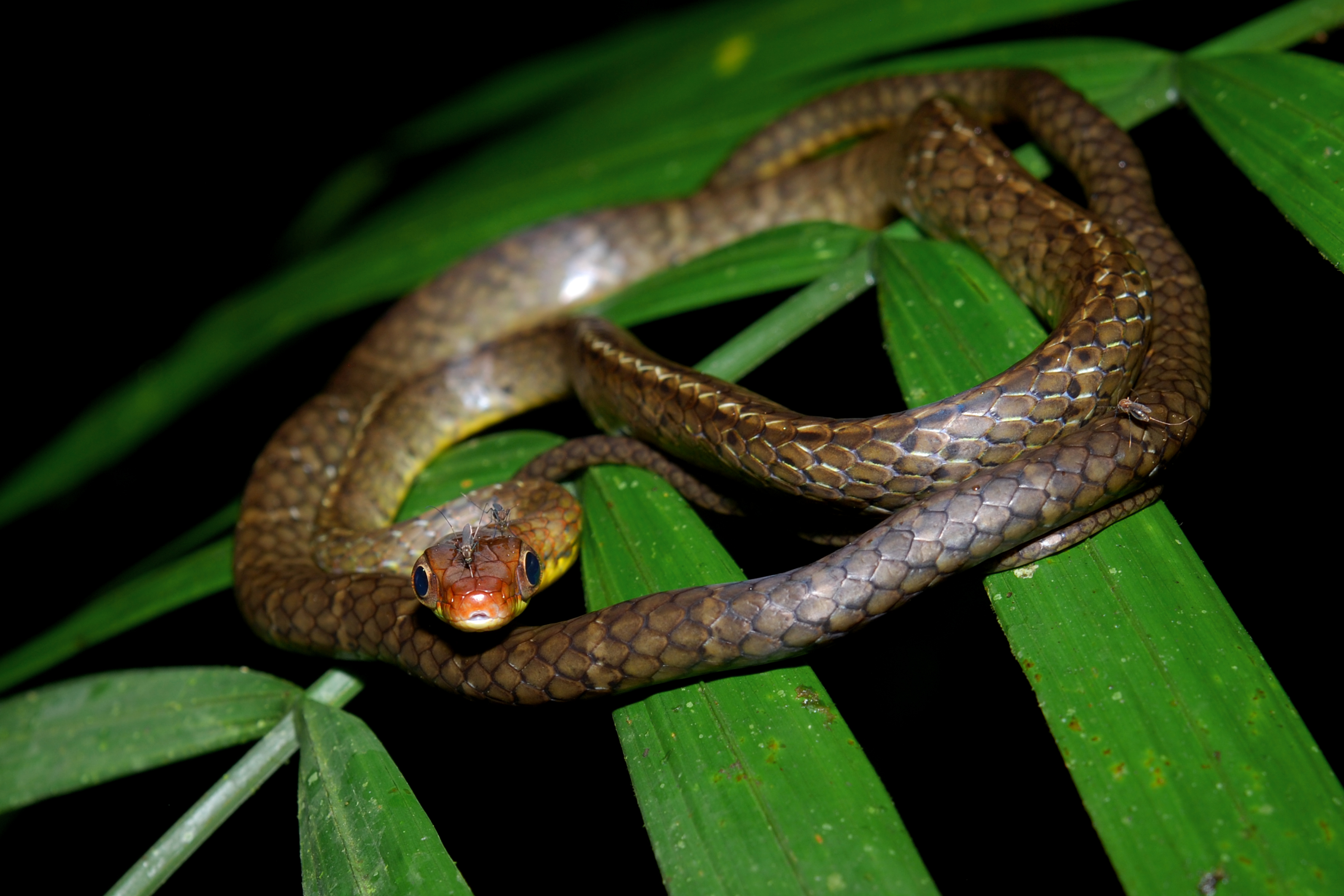
Chironius scurrulus